# Dicrotendipes lobus
Dicrotendipes lobus är en tvåvingeart som beskrevs av Beck 1962. Dicrotendipes lobus ingår i släktet Dicrotendipes och familjen fjädermyggor.
Artens utbredningsområde är Florida. Inga underarter finns listade i Catalogue of Life.